# Belfer 2
Belfer 2 (ang. The Substitute 2: School’s Out) – amerykański film sensacyjny z 1998 roku w reżyserii Stevena Pearla. Wyprodukowany przez Artisan Entertainment.

## Opis fabuły
Brooklyn. Nauczyciel Randall Thomasson zostaje zabity, kiedy próbuje zapobiec kradzieży samochodu. W sprawę są zamieszani członkowie młodzieżowego gangu. Brat zmarłego, najemnik Carl (Treat Williams), postanawia odnaleźć morderców. Zatrudnia się w szkole, w której pracował Randall.

## Obsada
- Treat Williams jako Carl Thomasson
- Edoardo Ballerini jako Danny Bramson
- Christopher Cousins jako Randall Thomasson
- Chuck Jeffreys jako Willy
- Susan May Pratt jako Anya Thomasson
- Michael Michele jako Kara LaVelle
- Owen Stadele jako Joel
- Larry Gilliard Jr. jako Dontae
- Camille Gaston jako Keyshawn
- Eugene Byrd jako Mace
- Angel David jako Joey Six
- BD Wong jako Warren Drummond
- Daryl Edwards jako Jonathan Bartee
- Antonio David Lyons jako Sodaboy
- Paul Lazar jako Mack Weathers